# Слесарь по контрольно-измерительным приборам и автоматике
Слесарь по контрольно-измерительным приборам и автоматике — профессия рабочего, который обслуживает, ремонтирует и эксплуатирует различное контрольно-измерительное оборудование и системы автоматического управления.
1. К работе слесарем по контрольно-измерительным приборам и автоматике допускаются лица не моложе 18 лет, имеющие среднее профессиональное образование или профессиональное обучение, прошедшие медицинское освидетельствование и не имеющие противопоказаний к выполнению данной работы, обучение правилам техники безопасности, профессионально-техническую подготовку, проверку знаний по правилам эксплуатации электроустановок потребителей (ПЭЭП), аттестацию по правилам, нормам и инструкциям по промышленной безопасности в аттестационной комиссии. Аттестация слесаря по КИПиА проводится один раз в год. Повторный инструктаж проводится через 6 месяцев.
2. Слесарь по контрольно-измерительным приборам и автоматике административно подчиняется начальнику цеха, оперативно и технически — мастеру КИПиА цеха или лицу, его замещающему.

Дежурный слесарь по КИПиА оперативно подчиняется мастеру производственного участка (МПУ) , выполняет пусконаладочные работы строго в соответствии с инструкцией к подключаемому и обслуживаемому в дальнейшем оборудованию (контроллеры, щиты управления). В случае аварийного состояния в цехе дежурный слесарь по КИПиА действует в соответствии с распоряжением МПУ. Во время работы поддерживает связь с оперативным технологическим персоналом. О замеченных неисправностях обязан поставить в известность МПУ.

## Обязанности
- Своевременно и качественно выполнять все виды работ, предусмотренные ЕТКС согласно присвоенной квалификации и с соблюдением правил и норм безопасного их проведения, обеспечивая безаварийную работу средств измерений.
- Выполнять работы по техническому обслуживанию средств измерений, по текущему ремонту схем сигнализации и блокировок.
- Выполнять приказы и распоряжения по предприятию, распоряжения и указания начальника цеха, мастера КИПиА (МПУ), касающиеся производственной деятельности.
- Выполнять правила внутреннего трудового распорядка, соблюдать трудовую и производственную дисциплину.
- Экономно расходовать электроэнергию, запасные части, материалы и обеспечивать сохранность вверенных материальных ценностей.
- Содержать в чистоте и порядке рабочее место, закреплённое оборудование и территорию.
- Выполнять обязанности рабочего по общедействующему Положению о системе управления промышленной безопасностью и охраной труда на предприятии.
- Постоянно находиться на рабочем месте в спецодежде и спецобуви, имея при себе необходимые средства защиты в исправном состоянии и уметь ими пользоваться
- Выполнять только ту работу, которая ему поручена с соблюдением требований правил и инструкций по безопасному их выполнению.
- Своевременно докладывать мастеру КИП и А о выполнении выданного задания или о причинах его невыполнения, обо всех возникающих неполадках и принятых мерах по их устранению.
- О результатах выполненных работ оформлять записи в оперативном журнале, паспортах на средства измерений, графике поверок и калибровок средств измерений, плане- графике-отчете работоспособности схем сигнализации и блокировок.
- Требовать от персонала установок и других лиц, эксплуатирующих средства КИП и А бережного отношения к приборам и средствам КИП и А.

## Права
Слесарь по контрольно-измерительным приборам и автоматике имеет право:
- На обеспечение необходимыми средствами индивидуальной защиты безвозмездно, за счет работодателя,
- На обеспечение необходимым инструментом, для выполнения своих должностных обязанностей,
- Требовать от руководства содействия при выполнении своих должностных обязанностей,
- Оспорить действия/приказы своего непосредственного руководителя перед вышестоящим руководством, если считает их неправомерными или нарушающими ПОТ и ТБ,
- Отказаться от выполнения работ, если эти работы могут нанести вред жизни и здоровью,
- Требовать от руководства ознакомления с изменениями, дополнениями и новыми введениями согласно своей трудовой деятельности в соответствии с Трудовым кодексом РФ,
- Вносить на рассмотрение руководства проекты и решения, направленные на улучшение условий труда и ТБ.

## Ответственность
Слесарь по контрольно-измерительным приборам и автоматике несет ответственность за:
- Качественное и своевременное выполнение возложенных на него обязанностей.
- Соблюдение требований технологического регламента (технологических карт и другой нормативно — технической документации), правил и норм по технике безопасности при производстве работ.
- Выполнение приказов, распоряжений по предприятию, указаний и распоряжений начальника цеха (зам. начальника цеха), мастера КИПиА, МПУ.
- Соблюдение трудовой и исполнительской дисциплины, правил внутреннего трудового распорядка.
- Соблюдение правил и норм по технике безопасности, промсанитарии, пожарной безопасности, требований к охране окружающей среды.
- Своевременное выполнение графиков ППР и графиков поверки/калибровки

## Образование
Для работы по профессии «слесарь по контрольно-измерительным приборам и автоматике» требуется среднее профессиональное образование либо профессиональное обучение.

## Медицинские противопоказания
Медицинские противопоказания к допуску к работам (пункт 9. Работы, связанные с техническим обслуживанием электроустановок напряжением 50 В и выше переменного тока и 75 В и выше постоянного тока, проведением в них оперативных переключений, выполнением строительных, монтажных, наладочных, ремонтных работ, испытанием и измерением) указаны в Приложении N 2 Приказа Минздрава России от 28.01.2021 N 29н (ред. от 01.02.2022) "Об утверждении Порядка проведения обязательных предварительных и периодических медицинских осмотров работников, предусмотренных частью четвертой статьи 213 Трудового кодекса Российской Федерации, перечня медицинских противопоказаний к осуществлению работ с вредными и (или) опасными производственными факторами, а также работам, при выполнении которых проводятся обязательные предварительные и периодические медицинские осмотры" (Зарегистрировано в Минюсте России 29.01.2021 N 62277)

## Профессиональные праздники
Своими профессиональными праздниками представители этой профессии(Слесарь по Кип и А) считают День Энергетика и Всемирный день метрологии. День Энергетика отмечается в России и некоторых других странах бывшего СССР ежегодно 22 декабря. Примечательно, что этот праздник приходится на самый короткий световой день в году — день зимнего солнцестояния.
Всемирный день метрологии празднуется ежегодно 20 мая — в день подписания Метрической Конвенции, которая стала основой создания межправительственной Международной организации мер и весов.

## Нормативная документация и литература
- Единый тарифно-квалификационный справочник работ и профессий рабочих. Выпуск 2. Часть 2. Разделы: «Механическая обработка металлов и других материалов», «Металлопокрытия и окраска», «Эмалирование», «Слесарные и слесарно-сборочные работы»
- Межотраслевые правила по охране труда (правила безопасности) при эксплуатации электроустановок. — М.: ЗАО «Энергосервис», 2009. — 229 с. — ISBN 978-5-91245-013-6.
- ОК 016-94. Общероссийский классификатор профессий рабочих, должностей служащих и тарифных разрядов
- Жарковский Б. И., Шапкин В. В. Справочник молодого слесаря по контрольно-измерительным приборам и автоматике. — М.: Высшая школа, 1991. — 159 с. — ISBN 5-06-000920-3.
- Иванов Б.К. Слесарь по контрольно-измерительным приборам и автоматике: учебное пособие. — Феникс, 2011. — 314 с. — ISBN 978-5-22218-107-2.